# Jorge Afonso

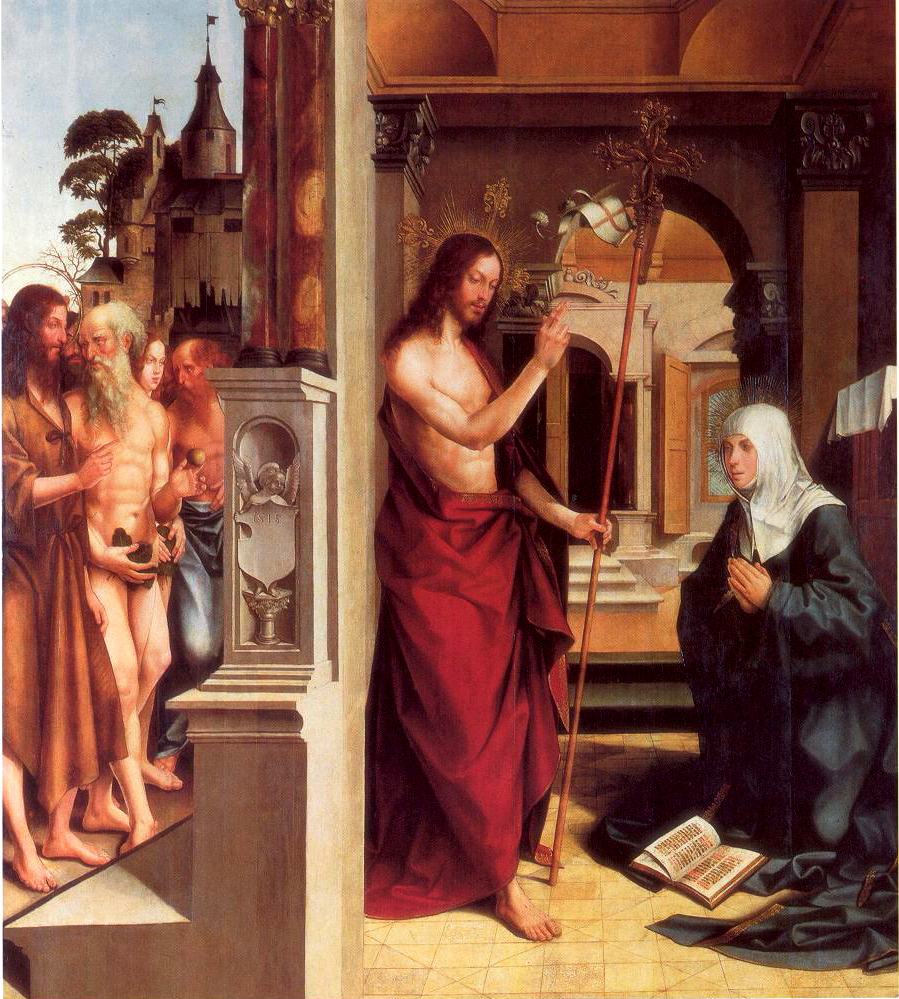
Aparecimento de Cristo Ressuscitado à Virgem, por Jorge Afonso

Jorge Afonso foi um pintor português do período renascentista.
A Jorge Afonso é atribuída a execução dos grandes painéis que compõem o Políptico da Charola do Convento de Cristo, em Tomar - Cristo e o centurião, Ressurreição de Lázaro, Entrada triunfal de Cristo em Jerusalém e Ascensão, bem como o Políptico do Convento da Madre de Deus, em Lisboa.
Foi arauto (mensageiro oficial na Idade Média) do rei e morava nas imediações da Igreja de S. Domingos, em Lisboa, conforme ele próprio declara no depoimento que fez no processo de Garcia Fernandes, seu sobrinho por afinidade, por ser casado com a filha de uma sua irmã. Sendo a mulher de Garcia Fernandes filha do pintor Francisco Henriques, segue-se que Jorge Afonso era cunhado deste último.

## Vida e obra
Foi casado com Maria Lopes, com a qual teve 4 filhos: António Jorge, Afonso Jorge, Jerónimo Jorge e Isabel Jorge, tendo esta última casado com o pintor Gregório Lopes. Faleceu em 1540.
A 9 de Agosto de 1508 D. Manuel nomeou-o seu pintor régio, com o encargo de examinador de todas as obras de pintura, submetidas a seu exame e avaliação. Tinha, com este ofício, dez mil reais por ano, pagos na Casa da Mina. D. João III confirmou-lhe a nomeação a 09.12.1529.
Pela sua oficina, junto ao Mosteiro de S. Domingos, em Lisboa, passaram, como seus discípulos ou oficiais, alguns dos mais ilustres pintores da geração seguinte, como o seu sobrinho Garcia Fernandes, seu genro Gregório Lopes, Cristóvão de Figueiredo, o viseense Gaspar Vaz e possivelmente ainda, com mais ou menos demora, o famoso Vasco Fernandes, que, com o referido Gaspar Vaz, serviu de testemunha numa escritura entre Jorge Afonso e o Mosteiro de S. Domingos, em 1515. Deve ter sido, desse modo, grande a sua influência sobre os artistas do tempo.
Em 30 de Novembro de 1519 foi celebrado um contrato entre Afonso Monteiro e Afonso Gonçalves, carpinteiro de maçanaria, para fazer os poiais e grade para o retábulo da Conceição, que Jorge Afonso havia de pintar. No respetivo contracto se declara que estava presente Jorge Afonso, irmão de Afonso Gonçalves. "Seria este Jorge Afonso o próprio pintor?" Esta hipótese parece confirmar-se, vista a semelhança ou identidade da assinatura dos dois. Em 21 de Julho de 1521 atestava Jorge Afonso ter recebido a dita obra, segundo a forma do contrato, mas não se sabe se o chegou a pintar ou não o dito retábulo e, em caso afirmativo, ignora-se o seu paradeiro. 
Em 1518 celebrou Bartolomeu Fernandes um contrato para a pintura do coro de Santo António. Jorge Afonso passou por debaixo desse contrato um atestado, em que certificava estar concluída a obra. 
A Jorge Afonso, ou à sua oficina, é igualmente atribuída a execução do Retábulo do Convento de Jesus de Setúbal.
Faleceu em 1540.